# Altenpfleger

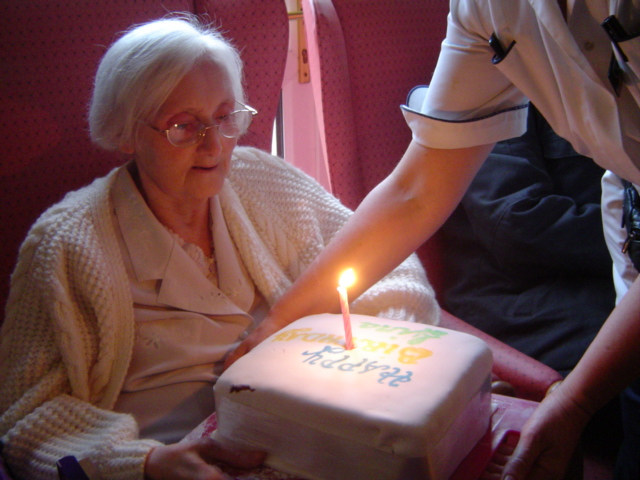
Geburtstag einer Heimbewohnerin

Altenpflegerinnen und Altenpfleger pflegen und betreuen kranke bzw. alternde Personen im Rahmen des sozialpflegerischen Berufs in der ambulanten und häuslichen Krankenpflege beispielsweise durch Sozialstationen in deren Wohnung oder stationär in Alten- und Pflegeheimen. Auch in Rehakliniken, Tagesstätten und in geriatrischen Krankenhäusern kommen sie zum Einsatz, einige sind freiberuflich tätig. Sie erbringen Tätigkeiten in der von Erwachsenen üblicherweise vorgenommenen Selbstpflege und zum Teil in hauswirtschaftlichen Bereichen.
Die Altenpflege stellt hohe Anforderungen sowohl an die pflegerischen, psychologischen als auch sozialen Kompetenzen. Ein Altenpfleger muss in der Lage sein, sowohl medizinische Behandlungspflege als auch sozialpflegerische/psychiatrische Betreuung selbstständig und im Zusammenwirken mit anderen Berufsgruppen umzusetzen. Dabei sind die formalen Ansprüche an Planung und Dokumentation in den Jahren seit 1995 stark gestiegen.
Verantwortlichkeit und die Art der Tätigkeit unterscheiden sich je nach dem Ort der Pflege:
- Sozialstationen und Pflegedienste versorgen Menschen in deren eigener Wohnung; die Pflegenden sind dort immer nur relativ kurz anwesend.
- Die in Heimen lebenden Menschen leiden oft an mehreren Krankheiten gleichzeitig (Multimorbidität), auch an schweren Formen der Demenz. Eine dauernde Anwesenheit von ausgebildeten Pflegekräften ist daher notwendig.

Altenpfleger müssen täglich alle Pflegeleistungen sorgfältig dokumentieren, dies dient zur Abrechnung und der Information von Haus- und Fachärzten, anderen Pflegekräften oder weiterer, mit der Therapie befassten Personengruppen.

## Berufsbild
In Deutschland war die Altenpflege bis in die 1960er Jahre ein Nebenaspekt der Krankenpflege. Das Personal in diesem Bereich wurde, soweit es nicht Krankenschwestern bzw. -pfleger waren, in Kursen oder Kurzlehrgängen qualifiziert. Langsam und uneinheitlich entwickelte sich eine inhaltlich und zeitlich umfangreichere Ausbildung. Ausgehend von der Krankenpflege, aber auch in Abgrenzung zu ihr, entstand ein eigenständiges Berufsbild und ein eigener Berufsethos. Der Beruf ist überwiegend ein Frauenberuf, der Männeranteil unter Auszubildenden und Examinierten liegt seit Jahren recht konstant unter 20 Prozent.
Über eine Änderung der Zuordnung des Berufsfeldes hin zur medizinisch orientierten Pflege oder hin zur Sozialarbeit wird seit längerer Zeit intensiv diskutiert.
Die Altenpflege ringt besonders in Abgrenzung zur Krankenpflege um ein eigenständiges Berufsbild und ein anderes Aufgabenverständnis. Auch die Terminologie unterscheidet sich zwar nur geringfügig aber signifikant. Die Bezeichnung der zu betreuenden Personen in der Krankenhauspflege lautet Patient; in der Altenpflege werden diese weithin als Bewohner oder mit ihrem Namen bezeichnet. In der ambulanten Pflege gewinnt die Bezeichnung Kunde oder Klient immer mehr an Bedeutung, da die Senioren individuell ausgewählte und speziell auf ihre Bedürfnisse zugeschnittene Pflege- oder Versorgungsmaßnahmen bestellen und bezahlen. Es liegt dort dafür i. d. R. keine ärztliche Verordnung vor.
Verwandte oder zuarbeitende Berufe sind die des/der Altenpflegehelfer/in und in der Schweiz der Fachmann Betreuung (m/f). Immer wieder diskutiert wird die Tatsache, dass Männer in dem Berufsfeld unterrepräsentiert sind.

## Tätigkeitsfelder
In der Altenpflege werden neben Alltagsaufgaben (Selbstaufgaben wie Waschen etc.) und medizinisch delegierten Aufgaben (Krankenpflege) einige Tätigkeiten verrichtet, die sie deutlich von der Krankenhauspflege unterscheiden.
Die Biographie und die Gewohnheiten des Patienten werden berücksichtigt. Dies resultiert aus der notwendigen bzw. angestrebten Langzeit-Begleitung einer Person in ihrem privaten Umfeld.
Die Sterbebegleitung erfordert die Berücksichtigung der Grundsätze der palliativen Pflege.
Altenpflege bezieht das soziale Umfeld einer Person, also zunächst die Familienangehörigen, in die Pflegeplanung mit ein.
Die Berücksichtigung der Gerontopsychiatrie liegt in der Häufigkeit und Ausprägung von Alterssyndromen mit massiven Veränderungen der Persönlichkeit.

### Berücksichtigung der Biografie
In der Altenpflege liegt ein Schwerpunkt auf der Auseinandersetzung mit der Biografie der zu pflegenden Person und die speziellen Möglichkeiten, die sich aus ihr für die Pflege bei psychischen Veränderungen ergeben. (Gelegentlich wird dieses Grundprinzip der Altenpflege auch „Biografiearbeit“ genannt.)

### Gerontopsychiatrie
Aufgrund ihrer speziellen Ausbildung, gerade auch im Umgang mit psychisch veränderten Patienten, welche unter verschiedenen Schweregraden der Demenzarten leiden, arbeiten viele Altenpfleger in allgemeinen psychiatrischen Einrichtungen, oder in besonderen Abteilungen der Betreuung (siehe auch Gerontopsychiatrie).

### Palliative Pflege
Durch die bei Schwerkranken jenseits des 85. Lebensjahres häufige Multimorbidität (Vorliegen mehrerer Krankheiten zugleich) und das Voranschreiten chronischer Leiden ist die Palliativpflege ein Kernbestand der altenpflegerischen Tätigkeiten. Pflegeziel ist dann nicht mehr die Heilung, sondern die Erhaltung einer möglichst hohen Lebensqualität bis zum Tod zu ermöglichen. Ist der Tod absehbar, beginnt die Sterbebegleitung.

## Ausbildung

### Die Altenpflegeausbildung in Deutschland
Die Altenpflegeausbildung in Deutschland wurde zum 1. Januar 2020 grundlegend reformiert. Das bisherige Altenpflegegesetz (AltPflG) wurde durch das Pflegeberufegesetz (PflBG) abgelöst, das eine generalistische Pflegeausbildung einführt. 

#### Deutscher Qualifikationsrahmen (DQR)
Die Ausbildung zur Altenpflegerin bzw. zum Altenpfleger war im Deutschen Qualifikationsrahmen (DQR) dem Niveau 4 zugeordnet. 
Die neue generalistische Pflegeausbildung zur Pflegefachfrau bzw. zum Pflegefachmann wird ebenfalls dem DQR-Niveau 4 zugeordnet. Somit bleibt das Qualifikationsniveau der Pflegeausbildung trotz der Reform unverändert auf DQR-Niveau 4.

#### Rechtsgrundlagen
Die wichtigsten rechtlichen Grundlagen für die Ausbildung zum Beruf des Altenpflegers oder der Altenpflegerin sind in dem am 1. August 2003 in Kraft getretenen Altenpflegegesetz (AltPflG) und in der auf Grund des Altenpflegegesetzes erlassenen Altenpflege-Ausbildungs- und Prüfungsverordnung (AltPflAPrV) geregelt. Mit dem Erlass des Altenpflegegesetzes wurde die Altenpflegeausbildung erstmals bundeseinheitlich geregelt, nachdem das Bundesverfassungsgericht die dahingehende Kompetenz des Bundesgesetzgebers bestätigt hatte. Die Ausbildung zu den Berufen der Altenpflegehilfe ist dagegen landesrechtlich geregelt.
Seit 2020 basiert die Ausbildung in der Pflege nun auf dem Pflegeberufegesetz (PflBG) und der dazugehörigen Ausbildungs- und Prüfungsverordnung (PflAPrV). Diese regeln die Ausbildung zur Pflegefachfrau bzw. zum Pflegefachmann, die die bisherigen Ausbildungen in der Altenpflege, Gesundheits- und Krankenpflege sowie Gesundheits- und Kinderkrankenpflege zusammenführt.

#### Zugangsvoraussetzung und Vergütung
Voraussetzung für den Zugang zur Ausbildung ist die mittlere Reife, eine andere abgeschlossene zehnjährige allgemeine Schulbildung oder eine erfolgreich abgeschlossene Altenpflegehilfe-Prüfung. Wenn dabei die Note 2,5 oder besser erreicht wurde, kann direkt ins zweite Ausbildungsjahr „eingestiegen“ werden. Es bestehen noch weitere Möglichkeiten, die Ausbildungszeit zu verkürzen.
Auszubildende haben nach § 17 Abs. 1 AltPflG Anspruch auf eine angemessene Ausbildungsvergütung, soweit nicht bei beruflicher Weiterbildung Ansprüche auf Arbeitslosengeld, auf Arbeitslosengeld II oder auf Übergangsgeld nach den für die Leistungen zur Teilhabe am Arbeitsleben geltenden Vorschriften bestehen. Bei Vorliegen der entsprechenden Voraussetzungen können Auszubildende Ausbildungsförderung nach dem BAföG erhalten.

#### Struktur und Inhalt der Ausbildung

##### Bis 2020
Die Ausbildung dauert drei Jahre. Sie kann auch in Teilzeitform durchgeführt werden und dauert in diesem Falle bis zu fünf Jahre.
Sie umfasst mindestens 2.100 Stunden Unterricht und mindestens 2.500 Stunden praktische Ausbildung. Der Unterricht wird in einer Altenpflegeschule erteilt, die auch die Gesamtverantwortung für die Ausbildung trägt und die Praxisanleitung sicherstellt; die praktische Ausbildung erfolgt mindestens 2.000 Stunden in einer Altenpflegeeinrichtung.
Während die Gesundheits- und Krankenpflege die Versorgung der gesamten Bevölkerung einbezieht, zielt die Ausbildung in der Altenpflege auf die Pflege einschließlich der Beratung, Begleitung und Betreuung alter Menschen.
Der theoretische und praktische Unterricht in der Altenpflege ist in vier Lernbereiche gegliedert:
1. Aufgaben und Konzepte in der Altenpflege
2. Unterstützung alter Menschen bei der Lebensgestaltung
3. Rechtliche und institutionelle Rahmenbedingungen
4. Altenpflege als Beruf

Die Lernbereiche sind wiederum untergliedert in verschiedene Lernfelder (siehe Anlage 1 zu § 1 AltPflAPrV).
Die praktische Ausbildung ist wie folgt gegliedert:
1. Kennenlernen des Praxisfeldes unter Berücksichtigung institutioneller und rechtlicher Rahmenbedingungen und fachlicher Konzepte
2. Mitarbeiten bei der umfassenden und geplanten Pflege alter Menschen einschließlich Beratung, Begleitung, Betreuung und Mitwirken bei ärztlicher Diagnostik und Therapie unter Anleitung
3. Übernehmen selbstständiger Teilaufgaben entsprechend dem Ausbildungsstand in der umfassenden und geplanten Pflege alter Menschen einschließlich Beratung, Begleitung und Betreuung und Mitwirken bei ärztlicher Diagnostik und Therapie unter Aufsicht
4. Übernehmen selbstständiger Projektaufgaben, z. B. bei der Tagesgestaltung oder bei der Gestaltung der häuslichen Pflegesituation.

Zum Abschluss der Ausbildung wird eine mündliche, eine schriftliche sowie eine praktische Prüfung abgenommen.

##### Seit 2020
Die generalistische Pflegeausbildung zum Pflegefachmann bzw. zur Pflegefachfrau dauert drei Jahre und kann auch in Teilzeitform absolviert werden. Sie umfasst mindestens 2.100 Stunden theoretischen und praktischen Unterricht sowie 2.500 Stunden praktische Ausbildung. Der Unterricht findet an Pflegeschulen statt, die praktische Ausbildung in verschiedenen Einrichtungen des Gesundheitswesens, um eine breite Qualifizierung zu gewährleisten.

### Fort- und Weiterbildung
Die Aufgaben der Altenpfleger befinden sich im Wandel. Fort- und Weiterbildung sind in diesem Beruf erforderlich aber nicht gesetzlich verpflichtend verankert. Verantwortung für die Beteiligung trägt zunächst jeder Pflegende für sich. Als Leitungsaufgabe der PDL gehören sie aber zur Verbesserung der Strukturmerkmale der Pflegequalität der jeweiligen Einrichtung. Die PDL sollte Bildungsbedarf erkennen und die Teilnahme im Rahmen ihres Budgets fördern. Ansprechen wird sie dies im Rahmen der Personalentwicklungs-Gespräche.
In der Altenpflege ist durch den bis 50 % hohen Anteil nicht ausgebildeter Kräfte auf die Fortbildung der Hilfskräfte besonders zu achten.
Themen umfassender Fortbildungen in den letzten Jahren sind: Pflegeplanung, Pflegequalität/Qualitätsbeauftragte, Beschwerdemanagement, Hospizarbeit, Umgang mit Angehörigen.

Daneben haben die klassischen Weiterbildungen, überwiegend von den Arbeitgebern finanziert, zu Leitungsaufgaben und spezieller Pflege wie Gerontopsychiatrie weiter ihre Bedeutung.

#### Fortbildung
Fortbildung dient dazu die durch Ausbildung bzw. berufliche Tätigkeit erworbenen Kenntnisse und Fertigkeiten zu erhalten und zu erweitern. Gerade im Gesundheitswesen sind Fortbildungen auf Grund ständig neuer Erkenntnisse in Medizin, und neuerdings auch der Pflegeforschung, sehr wichtig. Durch Fortbildung werden keine neuen Abschlüsse erworben, es wird meist nur erfolgreiche Teilnahme bescheinigt.
Man kann vom Ziel her verschiedene Arten von Fortbildungen unterscheiden:
- Erweiterungs-,
- Erhaltungs-,
- Anpassungs-,
- Aufstiegsfortbildungen

Eine weitere Art der Unterscheidung ist die Einteilung nach der Organisationsform:
- interne Fortbildung
- externe Fortbildung

#### Weiterbildung
Weiterbildung in der Pflege hat das Ziel einer Qualifizierung, um sich beruflich weiterzuentwickeln und aufzusteigen. Die Weiterbildung endet meist mit einer Prüfung und führt zu einer neuen Berufsbezeichnung.
Typische Weiterbildungen in der Altenpflege sind zum Beispiel:
- Lehrer für Pflegeberufe (Pflegepädagogik, alte Bezeichnungen: Lehrschwester, Unterrichtsschwester/-pfleger),
- Verantwortliche Pflegefachkraft nach § 71 SGB XI
- Geprüfte Fachkraft zur Leitung einer Pflege- und Funktionseinheit (Mittlere Ebene des betrieblichen Pflegemanagements; alte – zum Teil die geläufigere – Bezeichnung: Stations- (SL) oder Wohnbereichsleitung (WBL))
- Geprüfte Fachkraft Gerontopsychiatrie
- Fach(alten)pfleger für (Allgemein)-Psychiatrie
- Pflegedienstleitung (Weiterbildung bzw. Studium)
- Geprüfter Fachwirt im Gesundheits- und Sozialwesen (kaufmännische IHK-Fortbildungsprüfung)

Gleichartige Weiterbildungen unterscheiden sich oft in der Dauer und den Kosten der Veranstaltungen. Die Verpflichtung zur Kostenübernahme muss jeweils im Einzelnen geprüft werden. Arbeitgeber unterstützen Mitarbeitende dabei sinnvollerweise.
Es gibt verschiedene Fördermöglichkeiten für die Kosten bestimmter Weiterbildungen, beispielsweise Meister-BAföG, Stipendium von der Robert-Bosch-Stiftung.
Die Voraussetzungen zur Teilnahme, zu erteilender Unterricht, erforderliche ausbildungsbezogene Praktika sind in der Regel durch eine staatliche Ausbildungs- und Prüfungsordnung oder durch den Verkaufsprospekt (private Veranstalter) beschrieben.

### Studium
- Studiengänge in Pflegemanagement, Pflegepädagogik oder Pflegewissenschaft

## Geschichte
Die Altenpflege ist ein relativ junger Beruf, verglichen mit der Krankenpflege. Bis in die 1920er-Jahre hinein wurden dauerhaft pflegebedürftige, alte Menschen und Demenzkranke in so genannten Siechenheimen untergebracht oder in Altenheimen, die teilweise in katastrophalem Zustand waren. Die Pflege in den wenigen Heimen oblag überwiegend Personen, die keine fachliche Ausbildung hatten, sondern sich aus Mildtätigkeit und anderen Gründen zu dieser Tätigkeit bereit erklärten. Ausgebildete Krankenschwestern gab es hier bis zum Ende der 1950er Jahre hingegen kaum. Diese waren vor allem in der Leitungsebene beschäftigt. Examinierte Pfleger waren für die Träger der Einrichtungen in der hergebrachten Dauerpflege „zu teuer“ oder sie konnten für die Tätigkeiten nicht motiviert werden.
In den 1960er Jahren erfolgte eine Ausbildung in staatlich nicht geregelten Kursen oder Kurzlehrgängen. Nach und nach erließen einzelne Bundesländer Ausbildungsordnungen und Lehrpläne für zunächst einjährige, später bis zu dreijährige Ausbildungsgänge. Dabei kam es zu einer sehr uneinheitlichen Ausbildungslandschaft. Bis ins Jahr 2003 gab es in den 16 Bundesländern 17 verschiedene Ausbildungsregelungen (Landesaltenpflegegesetze).

### Die 1950er Jahre
In den 1950er Jahren gab es relativ wenige Alten- und Siechenheime. Altenpflege war fast ausschließlich Familienpflege. Die Kapazitäten reichten bald nicht mehr aus, weil es im Laufe der Nachkriegsjahre und des Wirtschaftswunders immer mehr alte und behinderte Menschen gab, um die sich keine Familie kümmern wollte oder konnte. Beide Weltkriege und die industrielle Revolution hatten vielerorts die früheren Familienstrukturen zerstört. Die Leiter dieser Heime suchten nun dringend neue Mitarbeiter. Krankenschwestern gab es nicht genug und außerdem waren diese relativ teuer. Für die Altenpflege wurden v. a. weibliche Arbeitskräfte als Hilfskräfte gesucht. Diese waren leichter zu finanzieren und sollten sich angeblich aufgrund all der „typisch weiblichen Eigenschaften“ auch ohne Ausbildung um alte Menschen kümmern. Ende der 1950er Jahre begannen einige konfessionelle Einrichtungen, für ihre Altenpfleger betriebsinterne Schulungen durchzuführen. Weil die soziale Not alter Menschen und damit auch die Zahl der Heime immer weiter zunahm, entstanden erste konfessionelle und später auch kommunale Ausbildungsstätten. Die Lehrgangsdauer betrug wenige Wochen bis maximal 6 Monate.

### Die 1960er Jahre
In den 1960er Jahren wurde die Pflege alter Menschen erstmals zu einem politischen Thema und auf Länderebene gab es Ende der 1960er Jahre erstmals Prüfungsordnungen für diesen neuen, sozialpflegerisch orientierten Beruf des Altenpflegers.

### Die 1970er Jahre
In Baden-Württemberg und anderen Ländern gab es in den 1970er Jahren eine landesweite Regelung zu einer 1,5-jährigen Ausbildung. Ein Teil dieser Zeit war Tätigkeit/Praktikum ohne Unterricht, das so genannte Anerkennungspraktikum. Das Berufsverständnis der Altenpflege bildete sich damals aus einer Mischung aus Lebensbegleitung, medizinischer Betreuung, Hauswirtschaft, Hotelservice und individueller Kundenbetreuung.
In den 1970er Jahren wurde u. a. als Berufsverband der DBVA (Deutscher Berufsverband für Altenpflege) gegründet und erste Entwürfe für ein Berufsbild veröffentlicht.

### Die 1980er Jahre
Der Ausbildungsgang in fast allen Bundesländern wurde auf 2 Jahre verlängert und von den Inhalten her erweitert.
Vom DBVA wurde ein Berufsbild für staatlich anerkannte Altenpfleger formuliert und die Ausbildungskonzeption nochmals erweitert. Seit Ende der 1980er Jahre hat sich die Bezahlung der Altenpfleger nach dem Bundes-Angestelltentarifvertrag (BAT) wie bei den Gesundheits- und Krankenpflegern durchgesetzt. Der große Teil der privaten Heime als Arbeitgeber richtet sich aufgrund der Marktsituation (Personalmangel) ebenfalls (in weiten Teilen) danach.

### Die 1990er Jahre
In Baden-Württemberg und anderen Ländern sind nun mindestens 2890 Praxisstunden und 1760 Schulstunden in den Fächern Religionslehre, Deutsch, Berufs- und Rechtskunde, Gerontologie, Gesundheits- und Krankheitslehre, Arzneimittellehre, Psychiatrie, Ernährungslehre, Alten- und Krankenpflege, Aktivierung und Rehabilitation, Praxis in der Altenpflege und evtl. weiteren Wahlfächern oder Arbeitsgemeinschaften (z. B. Datenverarbeitung, Seniorentanz) verpflichtend. Vorgeschriebene Praktika bilden den Großteil der „Lehrzeit“, die stark an das duale System angelehnt ist. Die meisten Praktika werden in den Pflegeheimen absolviert, weitere in Altenheimen, in der offenen und ambulanten Altenhilfe (z. B. Sozialstation, Beratungsstelle) sowie im Krankenhaus und bei der psychiatrischen Versorgung. In Baden-Württemberg gibt es 1997 etwa 6000 Schüler. Waren es vor 1980 pro Jahr unter 300 Teilnehmer, so stieg die Schülerzahl danach ständig.
Erst Ende der 1990er Jahre kommt es bundesweit zur Durchsetzung der dreijährigen Ausbildung und dazu, dass Altenpflegekräfte wie Gesundheits- und Krankenpflegekräfte medizinische Behandlungspflege im Arztauftrag durchführen können (Injektion usw.). Auch in Sozialstationen werden nun dreijährig ausgebildete Altenpfleger eingestellt.
Durch die von der Pflegeversicherung gesicherte Finanzierung werden seit 1995 viele ambulante Dienste neu gegründet. Sie benötigen Fachkräfte, um die mit den Kassen vertraglich vereinbarten Leistungen zu erbringen. Daneben bieten illegal beschäftigte Ausländer (überwiegend aus den östlichen Nachbarländern) seither ein neues Feld der Altenpflege; neben den vorhandenen Institutionen wird quasi als Aupairleistung (Unterkunft im Haushalt) eine Rund-um-die-Uhr-Versorgung im Auftrag der Angehörigen zuhause geleistet. Diese setzen dafür den Barbetrag aus der Pflegeversicherung als Taschengeld (Lohnersatz) ein. Diese Frauen aus Polen und Tschechien arbeiten in der Regel ohne Ausbildung und ohne standardisierte Qualitätsnormen und ohne den Schutz eines nachprüfbaren Vertrags. In relativ wenigen Fällen wird dort die – etwas teurere – Möglichkeit legaler Beschäftigung (über die Bundesagentur für Arbeit vermittelt) genutzt (Ausländische Haushaltshilfe). In den Pflegeheimen kommt es zu einer Veränderung der Krankheitsausprägung der neu aufgenommenen Heimbewohner. Die Pflegestationen betreuen nun zu einem großen Teil (70–80 %) an Demenz erkrankte alte Menschen, ohne als psychiatrisches Krankenheim ausgestattet zu werden.

### Die 2000er Jahre
Die Altenpflegeausbildung wurde durch das Altenpflegegesetz vom 17. November 2000 in der Fassung der Bekanntmachung vom 25. August 2003 bundeseinheitlich geregelt und wird rechtlich zu den „anderen“ Heilberufen gezählt. Die Ausbildungsdauer wurde von zwei auf drei Jahre verlängert. Die praktische Ausbildung kann sowohl im stationären als auch im ambulanten Bereich durchgeführt werden. Auch die Weiterbildung der Unterrichtskräfte und des Managementpersonals (vgl. Pflegedienstleitung) wird, zwar nicht bundeseinheitlich, durch die Einrichtung von Hochschulstudiengängen verbessert.
Im Jahr 2013 lag der Durchschnittsverdienst eines Altenpflegers bei 2568 Euro im Westen bzw. 1945 Euro in den östlichen Bundesländern.
Ab dem Jahr 2020 werden die bisherigen drei Ausbildungen Gesundheits- und Krankenpflege, Altenpflege sowie Gesundheits- und Kinderkrankenpflege zu einem Beruf mit dem Abschluss Pflegefachfrau oder Pflegefachmann zusammengefasst. Innerhalb dieser Ausbildung besteht nach zwei allen gemeinsamen Ausbildungsjahren die Möglichkeit, sich auf den Berufsabschluss Altenpfleger oder Gesundheits- und Kinderkrankenpfleger zu spezialisieren (siehe hierzu: Pflegeberufegesetz).
30 Prozent der Altenpfleger hatten 2022 einen Migrationshintergrund.